# 蘇沃羅夫冰川

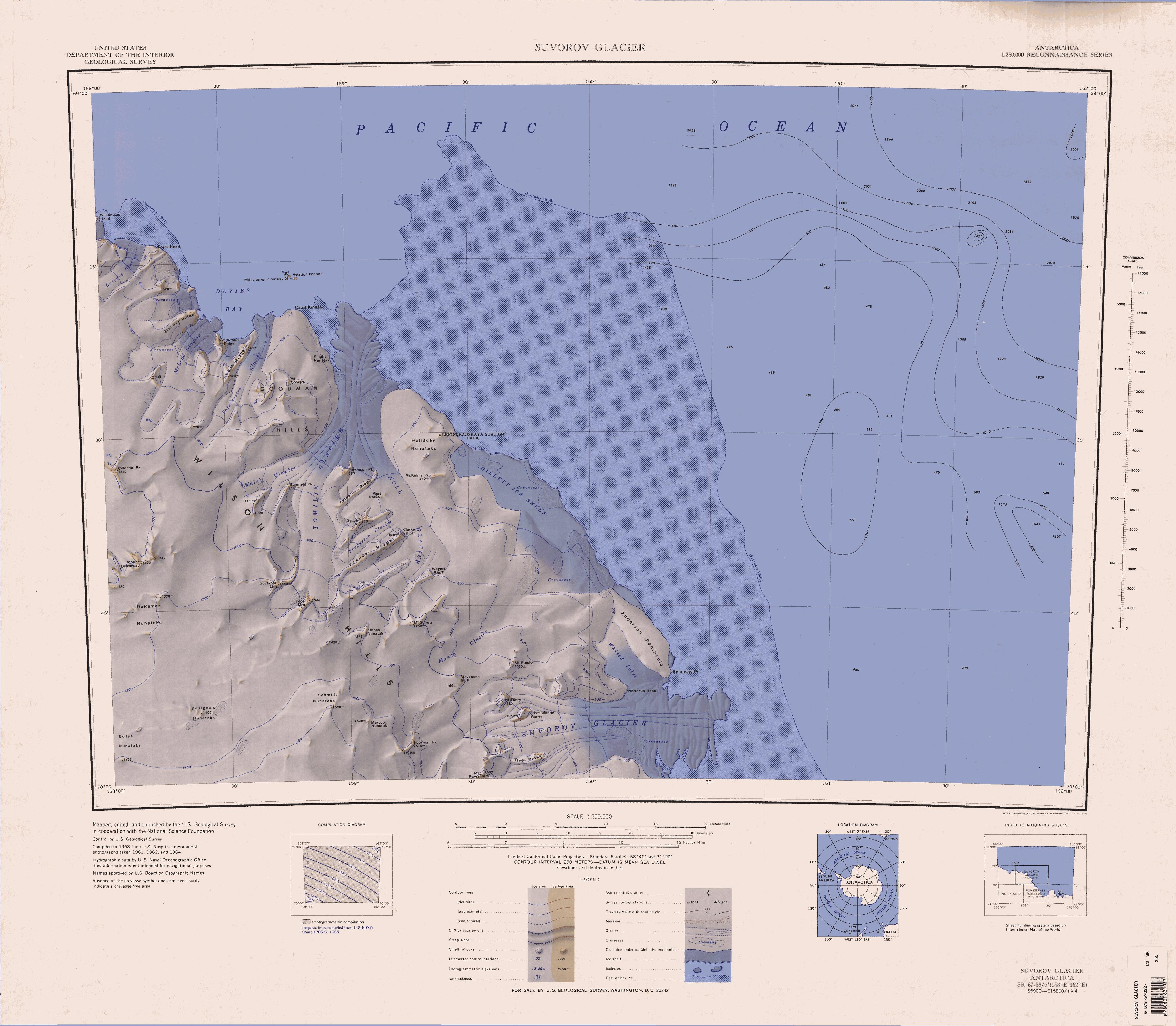

69°56′S 160°0′E / 69.933°S 160.000°E
蘇沃羅夫冰川（英語：Suvorov Glacier）是南極洲的冰川，寬約9公里，發源自威爾遜山，在1958年由蘇聯極地探險隊繪入地圖，該冰川以該國的機修工命名。